# Závod, Slovacia
Závod este o comună slovacă, aflată în districtul Malacky din regiunea Bratislava. Localitatea se află la altitudinea de 160 m deasupra n.m., se întinde pe o suprafață de 27,37 km2 și în 2017 număra 2.823 de locuitori.

## Istoric
Localitatea Závod este atestată documentar din 1557.

## Demografie
| An:                | 1994 | 2004   | 2014   | 2024   |
| ------------------ | ---- | ------ | ------ | ------ |
| Număr de persoane: | 2532 | 2664   | 2792   | 2938   |
| Diferență:         |      | +5,21% | +4,80% | +5,22% |

| An:                | 2023 | 2024   |
| ------------------ | ---- | ------ |
| Număr de persoane: | 2956 | 2938   |
| Diferență:         |      | −0,60% |